# 迪爾里弗 (明尼蘇達州)
迪爾里弗（英語：Deer River）是一個位於美國明尼蘇達州艾塔斯卡縣的城市。

## 人口
根據2020年美國人口普查的數據，迪爾里弗的面積為3.91平方千米，當中陸地面積為3.91平方千米，而水域面積為0.00平方千米。當地共有人口909人，而人口密度為每平方千米232人。